# Vlagyimir Afanaszjevics Obrucsev
Vlagyimir Afanaszjevics Obrucsev (oroszul: Владимир Афанасьевич Обручев; Klepenyino, 1863. október 10. – Moszkva, 1956. június 19.) orosz geológus, geográfus, felfedező; a Szovjet Tudományos Akadémia tagja (1929), a Szovjet Földrajzi Társaság tiszteletbeli elnöke, a Szocialista Munka Hőse. Egyike volt az orosz tudományos-fantasztikus irodalom első íróinak.

## Élete
Obrucsev a szentpétervári Bányászati Intézetben végzett 1886-ban. Még ebben az évben a Kaszpi-tengeren túli vasútvonal építésénél kezdett dolgozni mint geológus. 1886–1888 között három expedíciót is vezetett Közép-Ázsiában, a terület földtani viszonyainak a megismerésére. Utoljára erre a területre 1928-ban tért vissza a Szovjet Tudományos Akadémia megbízásából. 1889 és 1891 között Szibériában dolgozott Irkutszkban. 1892 és 1894 között részt vett egy expedícióban, amelynek célja Mongólia és Észak-Kína földtani viszonyainak a megismerése volt. 1905 és 1914 között Dzsungáriában kutatott, a mongol Altaj-hegységtől délre. Élete folyamán számos intézményben töltött be oktatói, kutatói szerepet: volt a Tomszki Állami Műszaki Egyetem professzora (1919–1921), a szimferopoli Taurida Egyetem oktatója (1918–1919), a moszkvai Bányászati Akadémia oktatója (1921–1929), a Szovjet Tudományos Akadémia állandóan fagyott területek kutatásával foglalkozó bizottságának a tagja (1939-ig), továbbá a Szovjet Tudományos Akadémia Földtani és Földrajzi Osztályának vezetője (1942–1949).
Tapasztalatait számos könyvben és tanulmányban örökítette meg, behatóbban foglalkozott a Közép-Ázsiában található lösz keletkezésével, Szibéria eljegesedésével és tektonikai, geológiai felépítésével. Kutatásaiért számos kitüntetésben részesült. A szovjet tudományos-fantasztikus irodalom megteremtőjének lehet tekinteni. Utazás Plutóniába című regénye (eredeti címe Плутония, Plutonyija) először 1924-ben jelent meg és több kiadást is megért, és mind a mai napig népszerű. Az obrucsevit nevű ásvány, egy hegyes terület Tuvában, egy hegyvidék a Vityim folyó felső folyásánál, egy oázis az Antarktiszon, egy kráter a Holdon viseli a nevét.

## Magyarul megjelent művei
- V. A. Obrucsjevː A hegyek és a szárazföldek keletkezése; ford. Wessely László; Szikra, Bp., 1949 (Marxista ismeretek kis könyvtára)
- Középázsia hegyein és sivatagjain át; ford. Sándor Endre; Művelt Nép, Bp., 1950
- Ismerkedés a geológiával; ford. Dessewffy Olivér; Művelt Nép, Bp., 1951 (Ember és világ)
- Utazás Plutoniába. Regény; ford. Gellért György; Ifjúsági, Bp., 1954
- Utazás Plutóniába. Fantasztikus képregény; szöveg, rajz Zórád Ernő; Táltos, Bp., 1983